# 朝倉あき
朝倉 あき（あさくら あき、1991年9月23日 - ）は、日本の女優。神奈川県出身。ジャパン・ミュージックエンターテインメント（イー・コンセプト）所属。

## 略歴
福岡県朝倉市で生まれ、日出高等学校を卒業。
2006年第6回東宝シンデレラオーディションに応募して最終選考の一員となり、受賞は逃すが東宝芸能の所属となる。2007年にNHK BS hi『わたしが子どもだったころ「女優・斉藤由貴」』で初めて役者を務め、2008年2月公開の『歓喜の歌』で初めて映画に出演した。
2010年1月スタートの『とめはねっ! 鈴里高校書道部』（NHK）でテレビドラマ初主演。9月スタートの『てっぱん』で朝の連続テレビ小説に初出演し、瀧本美織が演じるヒロインの親友役を演じた。2011年に渡辺謙がスマートフォンに扮したNTTドコモのCM「上京篇」に出演。
2013年11月公開のスタジオジブリのアニメ映画『かぐや姫の物語』でヒロインのかぐや姫の声に抜擢された。監督した高畑勲は「今の女優さんは受け身の声が多い。でも彼女の声はワガママだから」抜擢したと語っている。
2014年3月31日付で東宝芸能と契約を終了し、芸能活動を一時休止。これから女優活動を続けるかどうかは考えず、休業中の1年間は事務のアルバイトをしていた。
2015年に芸能事務所コニイの所属となり、2月に放送されたNHK-FMのラジオドラマ青春アドベンチャー『ニコイナ食堂』で活動を再開した。9月公開の『ハロウィンナイトメア』で実写映画初主演。
2017年に、主演した『四月の永い夢』が、第39回モスクワ国際映画祭の国際映画批評家連盟賞とロシア映画批評家連盟特別表彰を受賞した。
2019年4月スタートの『歌舞伎町弁護人 凜花』（BSテレビ東京）で民放連続ドラマ初主演。
2019年7月から上演の舞台『フローズン・ビーチ』への出演が予定されていたが、体調不良のため降板。
2022年2月末でコニイと契約を終了。同年12月、ジャパン・ミュージックエンターテインメントに所属。
2023年11月19日、出生地である朝倉市の親善大使に任命される。
2024年10月から12月に開催される「ふくおか県芸術文化祭2024」アンバサダーに任命される。
2025年3月から上演の舞台『シークレットライフ - Secret Life of Humans』への出演が予定されていたが、体調不良のため降板。

## 人物
- 趣味は読書、映画鑑賞。特技は運動。
- 靴の大きさは24.5cm。
- 歴史好きの「歴女」。
- 長所は好奇心旺盛なところ、がまん強いところ。
- ピアノを習っていたことがある[21]。
- 中学で新体操部に所属[22]。
- 平成19年度第2回日本漢字能力検定で準二級に合格した。
- 付けられたあだ名
  - 「おちむー」（『パズル』撮影時）
  - 「昭和」（『学校じゃ教えられない!』撮影時）[23]
  - 「たま（ご）」（『とめはねっ! 鈴里高校書道部』撮影時）[24]
  - 「お母さん」（高校3年時）[25]
- 桜次郎という名前のオスのトイ・プードルを飼っている[26]。
- 好きな女優は、美村里江（旧芸名ミムラ）、石田ゆり子[27]。
- 福岡県朝倉市出身の両親のもと、市内で生まれる。幼少期は両親の実家へ帰省するたびに、同市内で1か月から2か月ほど過ごした[1]。

## 出演

### テレビドラマ
- わたしが子どもだったころ 〜斉藤由貴編〜（2007年1月17日、BS-hi） - 斉藤理恵 役[注 1]
- プロポーズ大作戦 第1話（2007年4月16日、フジテレビ）[注 2]
- パズル（2008年4月18日 - 6月20日、朝日放送 / テレビ朝日） - 和田ひとみ 役
- 猟奇的な彼女 第8 - 9話（2008年6月8日 - 15日、TBS） - 三澤朱音 役
- 学校じゃ教えられない!（2008年7月15日 - 9月16日、日本テレビ） - 見城瞳 役
- 帽子（2008年8月2日、NHK広島） - 竹本世津（14歳・19歳） 役[注 3]
- マサさんがゆく〜お正月スペシャル岐阜・美濃編〜（2009年1月9日、NHK名古屋） - 福本香苗 役[注 4]
- ゴッドハンド輝（2009年4月11日 - 5月16日、TBS） - 川瀬めぐみ 役
- とめはねっ! 鈴里高校書道部（2010年1月7日 - 2月11日、NHK） - 主演・望月結希 役
- ブカツ道 #5 成海璃子特別篇 「パシュっとな!（弓道部）」（2010年4月18日、WOWOW） - のり 役[注 5]
- 被爆した女たちは生きた〜長崎県女、クラスメイト達の65年〜（2010年8月9日、BS-hi） - 林京子 役
- 連続テレビ小説（NHK）
  - てっぱん（2010年9月27日 - 2011年4月2日） - 篠宮加奈 役
  - 純と愛 第79話 - 最終話（2013年1月5日 - 3月30日） - 宮里羽純 役
- 大河ドラマ（NHK）
  - 江〜姫たちの戦国〜 第36回（2011年9月18日） - なつ 役
  - おんな城主 直虎 第39回 - 最終回（2017年10月1日 - 12月17日） - 高瀬 役
  - 青天を衝け 第27回 - 最終回（2021年9月19日 - 12月26日） - 大隈綾子（大隈重信の妻） 役[28]
  - 光る君へ 第23回 - 第44回（2024年6月9日 - 11月17日） - 藤原娍子（三条天皇の后） 役[29]
- 深夜食堂 第2シリーズ 第16・最終話（2011年11月22日・12月20日、MBS） - 鈴木すみれ 役
- 孤独のグルメ 第1シリーズ 第9話（2012年2月29日、テレビ東京） - 篠宮 役
- 明日をあきらめない…がれきの中の新聞社〜河北新報のいちばん長い日〜（2012年3月4日、テレビ東京）
- 罪と罰 A Falsified Romance（2012年4月29日 - 6月3日、WOWOW） - 中上明美 役
- 土曜ワイド劇場・ミステリースペシャル（テレビ朝日）
  - 警視庁捜査一課長〜ヒラから成り上がった最強の刑事!
    - 「主婦たちの4億円強奪トリック…血液型を自在に変える少女!!」（2012年7月14日） - 竹川由衣 役
    - スペシャル（2024年4月18日） - 永井杏子 役[30]

  - 西村京太郎トラベルミステリー
    - 「仙台青葉の殺意」（2015年8月15日） - 山岸彩 役
    - 「山形・陸羽西線に消えた女」（2017年9月20日） - 白石ゆか 役
- 眠れる森の熟女（2012年9月4日 - 10月30日、NHK） - 七尾麻美 役
- 母。わが子へ（2013年3月31日、MBS） - 高原雛 役
- 明日のマドレーヌ（2013年7月27日、テレビ東京） - 戸川美佳 役
- 水曜ミステリー9 カメラマン亜愛一郎の迷宮推理（2013年11月16日、テレビ東京） - 永井詩織 役
- トリック 新作スペシャル3（2014年1月12日、テレビ朝日） - 藤崎千佳子 役[31]
- 東京が戦場になった日（2014年3月15日、NHK） - 沢田若葉 役
- 乾杯戦士アフターV 第6話 - 第8話（2014年5月12日 - 5月26日、「乾杯戦士アフターV」製作委員会） - 新イエロー 役[32]
- 神谷玄次郎捕物控2 第4話（2015年4月24日、NHK BSプレミアム） - 佐和 役
- 予告犯－THE PAIN－（2015年6月7日 - 7月5日、WOWOW） - 鴨下樹理 役
- ランチのアッコちゃん 第5話（2015年6月9日、NHK BSプレミアム） - 我孫子看護師 役
- 新★乾杯戦士アフターV（2015年10月10日、「新★乾杯戦士アフターV」製作委員会） - 小倉雪 役
- 遺産争族（2015年10月22日 - 12月17日、テレビ朝日） - 渡辺美香 役
- 下町ロケット 第6話 - 最終話（2015年11月22日 - 12月20日、TBS） - 加納アキ 役
  - 下町ロケット（2018年10月14日 - 12月23日・2019年1月2日）
- 吉原裏同心〜新春吉原の大火〜（2016年1月3日、NHK） - 市川 役
- 沈まぬ太陽（2016年5月8日 - 10月2日、WOWOW） - 恩地純子 役
- 昔話法廷「アリとキリギリス裁判」（2016年8月3日、NHK Eテレ） - 裁判員（宮下七海） 役 [33]
- 往復書簡〜十五年後の補習（2016年9月30日、TBS） - 坪井由美 役
- 雲霧仁左衛門3（2017年1月6日 - 2月24日、NHK BSプレミアム） - およう 役
- 立花登青春手控え2 第2回（2017年4月14日、NHK BSプレミアム） - おこま 役
- 謎解きLIVE EPISODE2.5「CATSと蘇ったモリアーティ」（2017年7月8日、NHK BSプレミアム）- 中山かんな 役
- 北九州発地域ドラマ「GO!GO!フィルムタウン」（2017年10月18日、NHK BSプレミアム） - MAIKA 役
- 月曜名作劇場
  - 内田康夫サスペンス 『警視庁岡部班〜倉敷殺人事件〜』（2017年11月27日、TBS） - 草西英 役
  - 西村京太郎サスペンス 『新・十津川警部シリーズ』 - 酒井刑事 役
    - 十津川警部シリーズ5「京都・嵯峨野殺人迷路」（2018年4月9日）
    - 十津川警部シリーズ6「日光・恋と裏切りの鬼怒川」（2018年9月10日）
    - 十津川警部シリーズ7「浜名湖殺人ルート」（2018年12月10日）
    - 十津川警部シリーズ8「外房線に消えた女〜十津川の初恋〜」（2019年3月25日）
- 相棒 season16 第9話（2017年12月13日 、テレビ朝日） - 新崎芽依 役
  - 相棒 season18 第17話（2020年2月26日）
- 小吉の女房 第7話 （2019年2月22日、NHK BSプレミアム） - 花里 役[注 6]
- 歌舞伎町弁護人 凛花（2019年4月14日 - 7月7日、BSテレ東） - 主演・美鈴凛花 役[12]
- 家政夫のミタゾノ 第3シリーズ 第8話（2019年6月7日、テレビ朝日） - 田畑奈緒美 役
- グランメゾン東京（2019年10月20日 - 12月29日、TBS） - 蛯名美優 役
  - スペシャルドラマ グランメゾン東京（2024年12月29日）[34]
- ひとりキャンプで食って寝る 第2話・第12話（2019年10月26日・12月28日、テレビ東京） - 宏美 役
- ディア・ペイシェント〜絆のカルテ〜 第6回（2020年8月21日、NHK総合） - 岩見春菜 役
- 24 JAPAN（2020年10月9日 - 2021年3月26日、テレビ朝日） - 明智菫 役[35]
- やっぱりおしい刑事 第1回（2021年3月7日、NHK BSプレミアム・BS4K） - 尾藤涼子 役
- 月曜プレミア8 今野敏サスペンス 機捜235II（2021年7月19日、テレビ東京） - 佐伯美佳 役
- らせんの迷宮〜DNA科学捜査〜 第5話 - 最終話（2021年11月12日 - 26日、テレビ東京） - 静原沙也香 役
- ガリレオ 禁断の魔術（2022年9月17日、フジテレビ） - 小芝秋穂 役
- リエゾン -こどものこころ診療所‐ 第1話（2023年1月20日、テレビ朝日） - 長谷部沙知子 役
- とりあえずカンパイしませんか?（2023年3月2日 - 3月23日、テレビ東京） - 町あけび 役[36]
- それってパクリじゃないですか?（2023年4月12日 - 6月14日、日本テレビ） - 柚木さやか 役[37]
- 激突!合戦将棋（NHK大津制作） - 実況・聞き手 役
  - 賤ヶ岳の戦い（2023年4月20日、NHK大津 / 6月15日、NHK総合（関西地区） / 8月3日、NHK総合（全国））[38][39]
  - 姉川の戦い（2023年12月15日、NHK大津 / 12月31日、NHK Eテレ）[40][41]
  - 関ケ原の戦い（2025年1月1日、NHK Eテレ）
- 育休刑事 第7話「ベビーカーチェイス」（2023年5月30日、NHK総合・BS4K） - 島田真奈美 役[42]
- 彼女たちの犯罪（2023年7月20日 - 9月22日、読売テレビ・日本テレビ） - 亀山優子 役[43]
- きのう何食べた? season2 第4話・第9話（2023年10月28日・12月2日、テレビ東京） - 逸見千波 役[44]
- あきない世傳 金と銀（NHK BS・NHK BSP4K） - 菊栄 役
  - あきない世傳 金と銀（2023年12月8日 - 2024年2月2日）[45]
  - あきない世傳 金と銀2（2025年4月6日 - 5月25日）[46][47]
  - あきない世傳 金と銀3（2026年春〈予定〉 - ）[48]
- セクシー田中さん 第8話・第9話・最終話（2023年12月10日・12月17日・12月24日、日本テレビ） - 山根ふみか 役[49][50]
- 花咲舞が黙ってない 第3シリーズ 第9話（2024年6月8日、日本テレビ） - 早瀬深月 役[51]
- マニアさんと歩く関西『大阪のビル・橋』編（2024年9月26日、NHK総合） - 酒井由佳 役[52]
- 正直不動産ミネルヴァ Special（2025年2月5日、NHK BS） - 内田沙織 役[53]
- 鬼平犯科帳 老盗の夢（2025年2月8日、時代劇専門チャンネル）[54]
- 三人夫婦（2025年4月9日 - 6月18日、TBS） - 矢野口美愛 役[55][56]
- DOCTOR PRICE 第3話（2025年7月27日、読売テレビ・日本テレビ） - 楢崎弥生 役[57]
- 夜の道標 -ある容疑者を巡る記録-（2025年9月14日〈予定〉 - 、WOWOW） - 真木実和 役[58]

### 配信ドラマ
- 八月のラヴソング（2011年8月5日 - 26日、LISMO Channel）[注 7]
- レンアイカンソク（2013年8月21日 - 9月11日、UULA） - 佐山紀子 役[注 8]
- グラグラメゾン♥東京 〜平古祥平の揺れる思い〜（2019年10月21日 - 12月30日、Paravi） - 蛯名美優 役[59][注 9]
- 主夫メゾン（2021年2月26日 - 3月26日、TELASA） - 大友咲和子 役[60]
- 新空港占拠前 Run,Mouse,Run!（2024年3月9日・16日、Hulu） - 和久田花穂 役[61]
- わかっていても the shapes of love（2024年12月9日 - 30日、ABEMA・Netflix） - 川瀬咲 役[62]

### 映画
- 犯人に告ぐ（2007年10月27日、WOWOW FILMS） - “W・A”（2人組アイドルの1人・写真） 役[注 10]
- 歓喜の歌（2008年2月2日、シネカノン） - 大田綾香 役
- 彼方からの手紙（2008年3月29日、東京藝術大学） - 由紀 役
- 携帯彼氏（2009年10月24日、GONZO / シナジー） - 小野寺由香 役
- 神様のカルテ（2011年8月27日、東宝） - 水無陽子 役
  - 神様のカルテ2（2014年3月21日）
- 過去を描いた伊藤さんの話（2013年2月6日、ショートストーリーなごや実行委員会） - 曽根一花 役
- 横道世之介（2013年2月23日、ショウゲート） - 阿久津唯 役
- かぐや姫の物語（2013年11月23日、東宝） - 主演・かぐや姫 / 女官[注 11] （声） 役[63]
- 白ゆき姫殺人事件（2014年3月29日、松竹） - 平塚 役
- おしえるしごと、おそわるしごと 〜紙をやぶく少年〜篇 (2015年4月22日、明光義塾)  - 講師 役[注 12]
- ハロウィンナイトメア（2015年9月12日、ユーロスペース） - 主演・森中紗季 役[10]
- 4/猫 ねこぶんのよん「一円の神様」（2015年12月12日、東京テアトル）
- 鋼の錬金術師（2017年12月1日、ワーナー・ブラザース映画）
- 四月の永い夢（2018年5月12日、ギャガ・プラス） - 主演・滝本初海 役[11][64]
- BLOOD-CLUB DOLLS 1（2018年10月13日、NEGA） - 真那 役
  - BLOOD-CLUB DOLLS 2（2020年7月11日、NEGA / ムービック）[65]
- 七つの会議（2019年2月1日、東宝） - 浜本優衣 役[66]
- 21世紀の女の子 『Mirror』（2019年2月8日、ABCライツビジネス） - 主演・歩 役[注 13]
- 仮面病棟 （2020年3月6日、ワーナー・ブラザース映画） - 菜緒 役
- ドロステのはてで僕ら（2020年6月5日、トリウッド） - ヒロイン・メグミ 役[67]
- 僕の好きな女の子（2020年8月14日[注 14]、吉本興業）[68]
- さかなのこ（2022年9月1日、東京テアトル） - 番組アシスタント 役[69]
- 桜色の風が咲く（2022年11月4日、GAGA）[70]
- この夏の星を見る（2025年7月4日、東映） - 市野はるか 役[71]
- そこにきみはいて（2025年11月28日公開予定、日活）[72]

### 舞台
- 江戸の青空 弐〜惚れた晴れたの八百八町〜（2011年11月12日 - 12月11日、世田谷パブリックシアター / 地方） - おせつ 役
- TAKE FIVE（2015年5月13日 - 21日、赤坂ACTシアター / 5月28日 - 31日、梅田芸術劇場メインホール） - 池永サクラ 役
  - TAKE FIVE 2（2016年5月4日 - 25日、赤坂ACTシアター）
- SUPER SOUND THEATRE「MARS RED」（2015年9月26日 – 27日、舞浜アンフィシアター） - 白瀬葵 役
- 書く女（2016年1月 - 2月、世田谷パブリックシアター / 地方） - 樋口くに 役
- シアトリカル・ライブ「The Black Prince」（2017年11月4日 - 5日、舞浜アンフィシアター） - クロティルド 役[73]
- 私たちは何も知らない（2019年11月29日 - 12月22日、東京芸術劇場シアターウエスト / 地方） - 主演・平塚らいてう 役[74]

降板
- フローズン・ビーチ（2019年7月12日 - 2019年8月31日予定） - 出演が予定されていたが、体調不良のため降板。代役は花乃まりあ[13][14]。
- シークレットライフ - Secret Life of Humans（2025年3月28日 - 4月13日、シアタートラム / 4月18日 - 20日、梅田芸術劇場 シアター・ドラマシティ） - エイヴァ役での出演が予定されていたが[75]、体調不良のため降板。代役は山谷花純[20]。

### ラジオドラマ
- 青春アドベンチャー（NHK-FM）
  - 放課後はミステリーとともに（2011年9月26日 - 10月7日） - 主演・霧ケ峰涼 役
    - 放課後はミステリーとともに『探偵部への挑戦状』（2014年5月12日 - 23日）[注 15]

  - 幻想郵便局（2012年8月27日 - 9月7日） - 主演・安倍アズサ 役
  - ニコイナ食堂（2015年2月2日 - 22日） - 主演・イイナ 役
  - 風の向こうへ駆け抜けろ（2017年10月2日 - 13日） - 主演・芦原瑞穂 役[76]
    - 蒼のファンファーレ（2018年5月7日 - 18日） - 主演・芦原瑞穂 役[77][注 16]

  - 常識のない喫茶店（2023年2月13日 - 17日） - 主演・マリ 役[78]
  - シャドー81（2023年4月3日 - 14日） - ジェニファー 役[79]
  - 新釈・遠野物語（2024年10月7日 - 11日） - 美桜（みお） 役 他[80][81]
  - 記憶を食(は)む（2025年9月1日 - 5日） - 主演・マリ 役[82]
- FMシアター（NHK-FM）
  - 想い出あずかります（2011年11月26日） - 里華 役
  - 紅いハンカチ（2013年8月3日） - 藤村遥 役
  - イジメの行方（2013年10月12日） - 東洋子 役
  - 「弾け！はじけろ！そろばん甲子園」（2015年7月11日） - 主演・古賀すず 役[83]
  - また逢う日のうた（2016年12月3日） - 主演・千代 役
  - サイドシート・ララバイ（2018年4月28日） - 西野麻帆 役
  - 悲しいくらいの幸運を（2019年6月29日） - 主演・早峯明日香 役
  - ユーフォリア〜わたしの幸福論（2020年9月12日） - 主演・齋藤朱美 役
  - 逆さ首（2024年3月30日） - なつ 役
  - 塀の中のリクエスト（2024年8月24日） - 主演・内田小夏 役
- 文芸社 Loves TOKYO FM  バレンタイン特別番組 「聴いて、マイラブストーリー」『おばあちゃんの恋ものがたり』（2020年2月9日） - あかり 役
- 特集オーディオドラマ　おやすみ、サマークエスト（2025年8月16日、NHK-FM）[84]

### ラジオ番組
- HAPPY BIRTHDAY FOR CHILDREN（2010年2月17日、J-WAVE）[注 17]
- Memories & Discoveries（2015年10月2日 - 2020年12月31日、JFN） - パーソナリティ
- MY OLYMPIC STORY（2018年11月3日 - 2019年3月30日、JFN）

### ドキュメンタリー
- 美の巨人たち 建築シリーズ 石川数正「松本城」（2010年8月14日、テレビ東京） - マスターの姪 役
- 旅のチカラ 十九歳 書の心を知る〜中国 西安〜（2011年6月14日、NHK BSプレミアム） - 旅人[注 18]
- ジブリの風景〜高畑勲が描いた“日本”を訪ねて〜（2014年1月1日、BS日テレ） - 旅人
- ザ・プレミアム「天空の謎 マチュピチュ〜21のミステリーを徹底究明！〜」（2016年12月17日、NHK BSプレミアム） - ナビゲーター
- 絶海！謎と神秘の巨石文明 モアイとイースター島 「21のミステリーを徹底究明！」（2018年1月6日、NHK BSプレミアム） - ナレーション、スタジオナビゲーター

### ナレーション
- 兼高かおる 沖縄の離島を巡る（2012年7月1日 - 15日、フジテレビTWO）
- 二階堂和美LIVE〜歌手 ときどき 僧侶 そして 母〜（2013年11月15日、NHK広島）[注 19]
- NHKスペシャル「奇跡のパンダファミリー～愛と涙の子育て物語～」（2017年4月8日、NHK和歌山 NHK大阪共同制作）

### その他の番組
- ROUND1（2009年1月17日 - 22日、フジテレビ）[注 20]
- 恋するTOHOシネマズ TOHOシネマズ“プラスワン”キャンペーン（2010年1月30日 - 3月19日、TOHOシネマズにて本編上映前） - ナビゲーター
- エンタ!SELECTION #77（2010年2月1日、エンタ!371） - マンスリーMC

### CM
- カルピス カルピスウォーター（2008年6月 - ）[注 21]
- NTT docomo ひとりと、ひとつ。walk with you（2011年1月 - ）
- 野村不動産アーバンネット 野村の仲介+（2013年10月 - ）
- 小田急電鉄 「世界に一つの日々と(二人の時間篇)」 （2015年7月23日 - ）[85]
- シャディ 「2019年お中元　スベらない篇」（2019年6月 - ）

### その他
- 第37回社会人野球日本選手権大会決勝戦始球式担当（2010年11月14日）[86]

## 書籍

### 写真集
- 朝顔（2010年2月10日、ワニブックス、撮影：西田幸樹）ISBN 978-4-8470-4237-9